# Luigi Lippomano
Luigi Lippomano (né à Venise le 1500, et mort à Rome le 15 août 1559) est un évêque italien.

## Biographie
Luigi Lippomano naquit à Venise vers l’an 1500, d’une ancienne famille. Il s’appliqua de bonne heure à l’étude des lettres et de la philosophie, et y fit grands progrès. Ayant embrassé l’état ecclésiastique, il exerça habilement plusieurs nonciatures. La première fut celle de Portugal (en). Il était évêque de Modon et coadjuteur de Vérone, lorsqu’il fut envoyé de Bologne à Rome avec quelques autres prélats, pour plaider la cause de la translation du Concile, l’an 1548. Il avait opiné fortement dans cette assemblée contre la pluralité des bénéfices, comme l’observe le Paolo Sarpi, qui d’ailleurs lui donne l’éloge d’avoir vécu exemplairement. Après l’interruption du Concile il fut envoyé nonce en Allemagne, l’an 1548, d’où le Pape Jules III le rappela au bout de deux ans . Il le fit l’année suivante l’un des trois présidents du Concile. Paul IV l’envoya en Pologne l’an 1556, pour y réprimer les progrès des protestants. Il l’éleva à l’évêché de Bergame l’an 1558, et le fit son secrétaire. Lippomano mourut à Rome le 15 août 1559. De Thou dit que ce prélat « fut illustre par sa doctrine et par l’innocence de sa vie. » On lui a cependant reproché la sévérité excessive dont il usa envers les juifs et les hérétiques pendant sa nonciature de Pologne. 
Scipione Maffei a consacré un article à Lippomano dans sa Verona illustrata, part. 2, pag. 135.

## Œuvres
Ses ouvrages les plus connus sont :
- des Commentaires en latin sur la Genèse, l’Exode et les Psaumes : il y étale une grande érudition, mais il manque de critique et de méthode ;
- Vitæ sanctorum, Venise, 1551-58, 6 vol. in-4°. Les deux derniers volumes contiennent la traduction latine des Vies des saints écrites par Syméon Métaphraste.
- Confirmatione e stabilimento di tutti li dogmi catholici, Venise, al segno de la speranza, 1553 (lire en ligne) ;
- Espositione sopra il Simbolo apostolico, il Patre nostro, e sopra i due precetti della carità, Venise, 1554, in-8°.